# Кухарівка (Єйський район)
Кухарівка — село в Єйському районі Краснодарського краю. Центр Кухарівського сільського поселення.
До складу сільського поселення входить хутір Приазовка. 
Через село проходить автомобільна дорога Єйськ — Камишуватська.